# Schaesbergerveld
Schaesbergerveld is een buurt in de wijk Meezenbroek-Schaesbergerveld in de Nederlandse gemeente Heerlen. De buurt ligt ten noordoosten van het stadscentrum. Aan de westzijde wordt de buurt begrensd door de Schandelerboord (met erlangs de Caumerbeek), aan de noordzijde door de Schimmelpenninckstraat en de Limburgiastraat, aan de oostzijde door de Bredastraat/Euregioweg en in het zuiden door de spoorlijn Heuvellandlijn.
In het noorden ligt de buurt Meezenbroek, in het oosten de buurt Leenhof van Schaesberg, in het zuiden de buurten van Dr. Nolensplein en omgeving en Molenbergpark en in het westen Schandelen. Ten oosten van de buurt liggen Kasteel Schaesberg, de Hoeve de Leenhof, de Leenderberg en het Kapellerbos.
In de wijk stond de Heilige Drievuldigheidskerk. Deze werd afgebroken in 2019.
Stadsdelen: Heerlerbaan · Heerlerheide · Heerlen-Stad · Hoensbroek

Wijken: Aarveld-Bekkerveld · De Beitel · Caumerveld-Douve Weien · Eikenderveld · Heerlen-Centrum · Heerlerbaan-Oost · Heerlerbaan-West · Passart · De Hei · Heksenberg · Hoensbroek-De Dem · De Koumen · Maria-Gewanden-Terschuren · Mariarade · Meezenbroek-Schaesbergerveld · Molenberg · Nieuw Lotbroek · Rennemig-Beersdal · Schandelen-Grasbroek · Vrieheide-De Stack · Welten-Benzenrade · Woonboulevard-Ten Esschen · Zeswegen-Nieuw Husken

Buurtschappen en gehuchten: De Euren · Heihoven · Imstenrade · Schurenberg · Terschuren

Limburg: Steden en dorpen      Nederland: Provincies · Gemeenten